# Salahli Kengarli
Salahli Kengarli est un village de la région d'Agdam en Azerbaïdjan.

## Histoire
En 1992-2020, Salahli Kengarli était sous le contrôle des forces armées arméniennes. Le 20 novembre 2020, la région d'Agdam, y compris le village de Salahli Kengarli a été rétrocédée à l'Azerbaïdjan conformément aux termes de la Déclaration tripartite du 10 novembre 2020, signée par les présidents azerbaïdjanais et russe et le premier ministre arménien.

## Géographie
Le village de Salahli Kengarli de la région d'Agdam est situé dans la circonscription territoriale administrative Boyahmedli.

## Économie
La principale occupation de la population est l'élevage, céréaliculture et l'agriculture.

## Culture
Avant l'occupation il y avait une école, un centre culturel, une bibliothèque, un club, un poste médical et diverses installations commerciales et de restauration dans le village.

## Population
Selon les statistiques de 1993, la population du village est de 542 personnes.